# Neuseeländische Musikcharts
Die Official Aotearoa Music Charts sind die offiziellen Musik-Charts von Neuseeland und werden von Recorded Music NZ, der Vereinigung der neuseeländischen Plattenindustrie, veröffentlicht.

## Vorläufer
Eine erste Hitparade für Neuseeland ist aus der Zeit nach dem Zweiten Weltkrieg bekannt. Die Lifebuoy Hit Parade (später Lever Hit Parade) war eine von Radiosender-Programmmachern zusammengestellte Liste von 8 Songs. Sie bestand von 1946 bis in die 1950er Jahre hinein.
In den 1960er Jahren gab es eine weitere Radiohitparade mit 20 Titeln. Aber erst 1966 erschienen erstmals die NZ Top 20, eine öffentlich gewählte Hitparade im Auftrag der New Zealand Broadcasting Corporation (NZBC), die wöchentlich in der Zeitschrift The Listener veröffentlicht wurde. Sie gilt als inoffizieller Vorläufer der heutigen Top 40 und ist in manchen Chartsstatistiken enthalten.
Ab 1970 wurden dann die Singleverkäufe in Neuseeland ermittelt und unter dem Namen Pop-o-meter ersetzte die Bestenliste die gewählten Charts.
Drei Jahre später begann die Plattenindustrie über die New Zealand Federation of Phonographic Industries (NZFPI) zu Marketingzwecken mit der eigenen Ermittlung der Verkaufszahlen und erstellte eine interne National Sales Chart.

## Die offiziellen NZ Top 40
1975 wurde das Heylen Research Centre von der NZFPI offiziell mit der Zusammenstellung einer nationalen Hitparade im Auftrag der Plattenindustrie beauftragt und am 2. Mai 1975 erschien die erste Ausgabe der Top 40 sowohl für Singles als erstmals auch für Alben. Nach zwei Jahren übernahm die NZFPI, die sich später in RIANZ (Recording Industry Association of New Zealand) umbenannte, die Chartermittlung selbst und gründete dafür Record Publications Ltd. Ab 1979 wurden die Charts um zehn Plätze auf Top 50 erweitert.
In den 80er und 90er Jahren wurden dann in Neuseeland auch Radio-Playlisten veröffentlicht und es kamen verschiedene Airplay-Charts auf, darunter die Radioscope 100.
1999 führten dann die weltweiten Rückgänge bei den Plattenverkäufen dazu, dass bei der Ermittlung der Singleshitparade erstmals auch die Airplay-Daten mit einbezogen wurden. Heute werden Verkaufszahlen und Radioeinsätze im Verhältnis 3 zu 1 für die Bestimmung der Chartpositionen bei den Singles herangezogen.
Die nächste große Umstellung gab es 2004. Radioscope/Media Sauce Ltd. übernahm die Charterstellung im Auftrag der RIANZ und stellte um auf vollständige elektronische Ermittlung der Verkaufszahlen. Dadurch entfiel die einwöchige Verzögerung bei der Zusammenstellung der Charts, wodurch ab 19. April 2004 bereits direkt am Ende der Verkaufswoche die aktuellen Bestenlisten bereitstanden. Weiter sinkende Verkäufe führten allerdings zu einer Rückführung auf die Top 40.
Neben den offiziellen Singles- und Albencharts gab es zwischenzeitig  Listen für Kompilationen, Musik-DVDs und die Airplay-Top-10, welche allerdings alle inzwischen eingestellt wurden.
Im Oktober 2011 wurden die Charts um eine gesonderte Single- und Album-Top 20 für neuseeländische Künstler ergänzt.
Im Juli 2018 wurden die Hot 40 Singles und Hot 40 NZ Singles eingeführt, die sich aus den Titeln zusammensetzen, welche in der jeweiligen Woche den höchsten kommerziellen Zuwachs aufweisen können.
Als Unterstützung für die lokale Kultur wurden im Juni 2021 die Top 10 Te Reo Singles eingeführt, welche ausschließlich Titel in Maorischer Sprache listet.
In der Woche vom 24. April 2023 trat eine neue Regel in Kraft, wodurch Singles und Alben, welche älter als 18 Monate sind, außerhalb der regulären Top 40 in einer „Catalogue Top 40“ geführt werden.

## Chartrekorde
Erfolgreichstes internationales Album der neuseeländischen Chartgeschichte ist Come On Over von Shania Twain. 25 Wochen war es in den Jahren 1999–2000 auf Platz 1 und 104 Wochen, fast zwei Jahre, insgesamt in der Bestenliste vertreten. Erfolgreichster einheimischer Künstler war Hayley Westenra 2003 mit dem Album Pure mit 19 Wochen an der Chartspitze (56 Chartwochen).
Im selben Jahr stand auch die erfolgreichste neuseeländische Single für 12 Wochen auf Platz 1, Stand Up / Not Many von Scribe.
Erfolgreichster Neuseeländer in den einheimischen Charts ist Neil Finn. Solo und als Mitglied von Crowded House und den Split Enz hatte er neun Alben und vier Singles auf Platz 1. Die vier Nummer-1-Alben der Split Enz machen sie zudem zur erfolgreichsten neuseeländischen Band. Crowded House sind mit 17 Singles in den Charts die Nummer 2 unter den Neuseeländern hinter The Exponents, die noch eine Charthit mehr hatten.